# Alex Yee
Alex Yee (født 1998) er en britisk professionel triatlet og langdistanceløber.

## Karriere
Han repræsenterede Storbritannien ved sommer-OL 2020 i Tokyo, hvor han vandt sølv i individuel konkurrence og guld i mixed stafet.
Han vandt mændenes individuelle triatlon ved sommer-OL 2024 i Paris, og vandt en bronzemedalje for Storbritannien i mixed stafet sammen med Georgia Taylor-Brown, Sam Dickinson og Beth Potter.